# Marki
Marki er en by i voivodskabet Masovien i det centrale Polen, en forstad nord-øst for den polske hovedstad Warszawa med 29.395(2014) indbyggere.
Marki blev grundlagt i 1967. På trods af at Marki er en forholdsvis ung by, med cirka 23.000 indbyggere, er det en af de hurtigst voksende byer i voivodskabet Masovien. Marki består af tre dele: Marki centrum, Pustelnik, og Struga. Hver del af byen har sit eget postkontor, med et postnummer.
Marki kendetegnet som en industriby, og mens fremstillingssektoren fortsat findes, er servicesektoren boomet. Marki har en omfattende offentlig uddannelsessystem med seks grundskoler, to børnehaver og gymnasie/erhvervsskole. Der er et par offentlige og private klinikker.

## Geografi
Marki er omgivet af skove og enge. Turistattraktioner omfatter mange anlagte damme, søer og vandrestier. Marki har to hoteller, et i Marki og ét i Struga. Nord-øst for Marki, er der en 100 meter høj mast, der anvendes af Telekomunikacja Polska og Centertel.

## Historie

### Forhistorisk tid
Arkæologiske undersøgelser viser, at der allerede fandtes bosættelser i nuværende Marki i forhistorisk tid. Udgravninger har blandt andet afsløret flintredskaber fra det 5 årtusinde f.Kr. (Komornicka kulturen - under ældre stenalder i Polen), ligesom der er fundet keramikskår fra bronzealderen, resterne af bopladser fra 1.-2. århundrede e.v.t., samt en egetræsforet brønd fra det tiende århundrede.

### Kongelig landsby
I slutningen af det sekstende århundrede lå to kongelige godser i Marki, dengang: Markowiczów. Kort tid efter fik John og Wojciech Markowicze kongeligt privilegium til at have en mølle ved den lille flod Długa, mens beboerne hovedsageligt ernærede sig ved landbrug.
Området var i de følgende århundreder ramt af krige, herunder Syndfloden, Den Store Nordiske Krig, der flere gange førte til ødelæggelse af Marki og de omkringliggende områder, samt tabet af mange indbyggeres liv.

### Industriel udvikling
I det nittende århundrede (oprindeligt under preussisk styre som en del af Hertugdømmet Warszawa, og efter 1815 den russiske sektor) begyndte en gradvis industriel udvikling i landsbyen Marki. I årene var 1833-1835 begyndte beboerne at beskæftige sig med håndværk (fodtøj, vævning). Takket være tilstedeværelsen af ler indledtes fremstillingen af mursten. Men mere intensiv udvikling af Marki var kun mulig efter 1850, hvor virksomhederne i Kongrespolen fik adgang til det russiske marked.
I 1883 opkøbte brødre Edward, Alfred og John Briggs fra Bradford store jordarealer og anlagde et spinderi i 1884 der blev et af de største uldspinderier i Central- og Østeuropa. Virksomheden producerede primært til det russiske marked. Briggs brødre byggede også i Marki, bl.a. arbejderboliger og en folkeskole, nu hjemsted for Mareckiego Ośrodka Kultury (dansk: ~ Mareckiego kulturcenter). I 1899 indviedes en smalsporet jernbane, senere forlænget til Radzymin, der bidrog til den videre udvikling af landsbyen.
Under den tyske besættelse under Anden Verdenskrig var der en jødisk ghetto i byen.

## Mikalojus Konstantinas Čiurlionis
Juleaften 1909 blev den litauiske maler og komponist Mikalojus Konstantinas Čiurlionis ramt at en dyb depression og i begyndelsen af 1910 blev han indlagt på et psykiatrisk hospital "Czerwony Dwór" i Pustelnik, nu bydel i Marki. Mens han var patient dér døde han af lungebetændelse i 1911 35 år gammel. På hospitalet er opsat en mindeplade for Mikalojus Konstantinas Čiurlionis, der hylder den mest indflydelsesrige skikkelse indenfor moderne litauisk kultur.

## Galleri
- Markis beliggenhed i forhold til Warszawa
- Nedlagt jernbanestation i Marki
- Boligområde i Marki
- Indkøbscenteret M1 i Marki
- MANbus i Marki